# Бугенвильская кампания

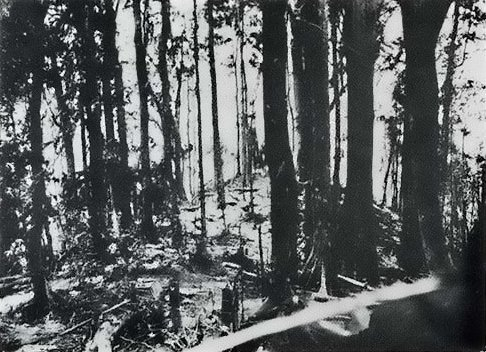
Высота 260 под обстрелом артиллерии дивизии «Америкал», 19 марта 1944 года

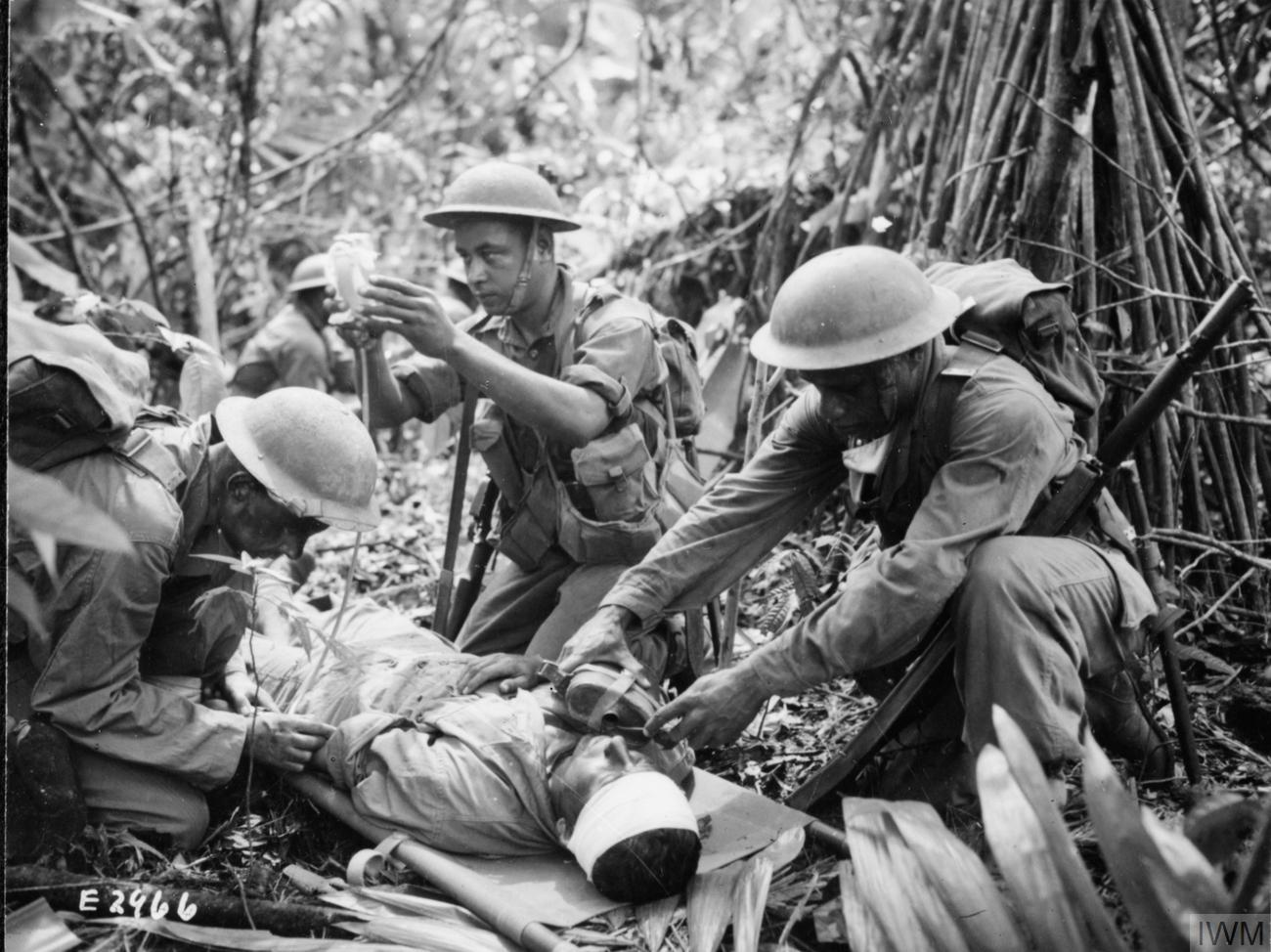
Фиджиийский медицинский персонал проводит срочное переливание плазмы крови во время тяжёлых боёв на Бугенвиле.

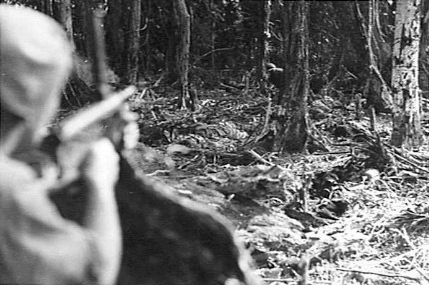
5 апреля 1945 года: Вид с австралийских позиций во время боёв за холм Слэйтера, Бугенвиль; солдат на переднем плане вооружён пистолет-пулемётом Оуэна.

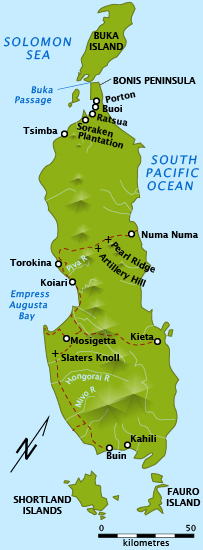
Некоторые важные места кампании на карте острова.

Бугенвильская кампания (англ. Bougainville Campaign, яп. ブーゲンビル島の戦い Бу: гэнбиру-то: но татакаи) — боевые действия, происходившие между войсками Японской империи и союзников в период с 1 ноября 1943 года по 21 августа 1945 года на острове Бугенвиль и его окрестностях в южной части Тихого океана в период Второй мировой войны.
На тот момент остров Бугенвиль входил в состав австралийской мандатной территории Новая Гвинея, хотя географически является частью архипелага Соломоновых островов. Поэтому бугенвильская кампания рассматривается как составляющая более крупных новогвинейской кампании, а также кампании на Соломоновых островах.
В марте-апреле 1942 года японские силы оккупировали Бугенвиль и приступили к строительству лётного поля и морской базы в Буине в южной части острова, аэродрома на острове Бука к северу от Бугенвиля, военно-морской базы вблизи Шортлендских островов. Эти японские базы обеспечивали защиту и безопасность своего главного плацдарма в Рабауле, Новая Британия, и поддержку своих гарнизонов на Соломоновых островах.

## Общий фон
В марте-апреле 1942 года японцы высадились на Бугенвиле и начали строительство многочисленных аэродромов на острове. Главные аэродромы располагались на острове Бука на полуострове Бонис и у Кахили и Киета, кроме того, на юге в Буине была построена военно-морская база. Эти базы дали возможность японцам вместе с другими базами проводить операции на южных Соломоновых островах и атаковать коммуникации Союзников между США, Австралией и юго-западным районом Тихого океана.
На завершающих стадиях Операции Катвил силы Союзников планировали использовать авиабазы на Бугенвиле для обеспечения изоляции и нейтрализации Рабаула. Оценки численности японских войск на Бугенвиле на начало кампании варьируются в большом диапазоне от 42 000 до 65 000 военнослужащих армии, флота и рабочих. В ноябре 1943 года морская пехота США высадилась на мысе Торокина на Бугенвиле и создала береговой плацдарм, в районе которого Союзники построили в конечном счёте три аэродрома. Силы вторжения позднее были сменены солдатами армии США в январе 1944 года, которые в дальнейшем были сменены подразделениями австралийской милиции в октябре 1944 года. Кампания завершилась вместе с капитуляцией Японии в августе 1945 года.

## Ход кампании

### Ноябрь 1943 — ноябрь 1944
Операция Союзников по возвращению Бугенвиля, который обороняла японская 17-я армия, началась с десанта на мысе Торокина 1-го амфибийного корпуса 3-й дивизии морской пехоты США 1 ноября 1943 года. Союзники захватили береговой плацдарм у мыса Торокина для строительства аэродрома истребителей, учитывая, что их дальность позволит достигать Рабаула. Союзники в это время ещё не планировали полностью очистить Бугенвиль от японских войск. Попытка японского флота атаковать высаживающиеся войска была отражена американским флотом в сражении в бухте Императрицы Августы 1-2 ноября. Последующая попытка японских сухопутных сил атаковать плацдарм Союзников была отражена в бою у лагуны Коромокина.
6-19 ноября 1943 года из 1-го амфибийного корпуса морской пехоты США высадился последний полк 3-й дивизии морской пехоты и армейская 37-я пехотная дивизия, которые должны были расширить береговой плацдарм. За этим последовали затяжные и часто тяжёлые боевые действия в джунглях, в которых было много потерь от малярии и других тропических болезней. За исключением стычек патрулей, все боевые действия за расширение плацдарма происходили в морском секторе. Важнейшими боевыми столкновениями были бой у тропы Пива, бой у кокосовой рощи, бой у реки Пива и бой за высоту 600A.
В ноябре и декабре японцы перебросили полевую артиллерию на возвышенность у плацдарма Союзников, сосредоточив её на холмах вдоль реки Торокина, доминировавших над восточной частью периметра. Японская артиллерия стала обстреливать аэродромы и полевые склады. В ответ 3-я дивизия морской пехоты расширила периметр обороны, захватив высоты в результате ряда операций 9-27 декабря. Одна из высот, «Хребет Хеллзапоппин», была естественной крепостью длиной 300 футов (91 м) с крутыми склонами и узким гребнем, который доминировал над большей частью плацдарма. Японцы построили большие артиллерийские позиции на склонах с противоположной стороны, используя естественную и искусственную маскировку. 21 полк морской пехоты атаковал хребет Хеллзапоппин, но был отброшен 18 декабря. Несколько рейдов авиации на узкий хребет не достигли цели. В конечном счёте в результате скоординированных действий авиации, артиллерии и пехоты на рождество хребет Хеллзапоппин был захвачен.
15 декабря 1943 года 1-й амфибийный корпус морской пехоты был сменён 14-м армейским корпусом, а 28 декабря 3-я дивизия морской пехоты — дивизией Америкал. 14-й корпус держал оборону плацдарма во время крупного японского контрнаступления 9-17 марта 1944 года; высоту 700 и Артиллерийскую высоту защищал 37-я пехотная дивизия Огайо, а высоту 260 защищала дивизия Америкал. Контрнаступление было отражено с большими потерями для японской армии, которая отвела большую часть своих войск вглубь острова и в северную и южную части Бугенвиля.
5 апреля 1944 года 132-й пехотный полк дивизии Америкал во время проведения зачистки территории в районе залива Императрицы Августы успешно атаковал и захватил удерживаемую японцами деревню Мававиа. Через два дня во время продолжения зачистки полк обнаружил укреплённый район, где он уничтожил около двадцати огневых точек с помощью бангалорских торпед и базук. Позднее 132-й пехотный полк вместе с подразделениями фиджийских сил самообороны получил задачу захватить высоты к западу от реки Зауа. Полк вместе с подразделениями союзников захватил высоты 155, 165, 500 и 501 в тяжёлых боях, которые завершились 18 апреля, когда последние японские защитники были убиты или отступили.
Японцам, изолированным и отрезанным от внешней помощи, пришлось сосредоточиться на выживании, в том числе путём создания сельскохозяйственных ферм на острове. Американцы получили подкрепление 93-й пехотной дивизии, первого афроамериканского пехотного полка, принявшего участие в боевых действиях во Второй мировой войне. Союзники приложили все усилия для постройки множества аэродромов на береговом плацдарме, откуда они проводили истребительные и бомбардировочные операции против Рабаула, Кавьенга и других японских баз в Южнотихоокеанском регионе. Воздушное прикрытие над Бугенвилем осуществляли в большей мере Королевские новозеландские ВВС, эскадрильи морской пехоты и армейских ВВС, которые находились в подчинении Воздушного командования Соломоновых островов («AIRSOLS»).
Офицеры австралийской разведки оценили после изучения всех донесений потери японцев в 8 200 убитых в боевых действиях во время американской фазы операции и ещё 16 600 погибших от болезней и недоедания.

### Ноябрь 1944 — август 1945
С октября по декабрь 1944 года сухопутные силы США передали ведение всех операций на острове главным силам австралийского 2-го корпуса, подразделению милиции. Австралийские 3-я дивизия и 11-я бригада были переброшены на Бугенвиль в помощь Фиджийскому пехотному полку. Австралийская 23-я бригада стала нести гарнизонную службу на близлежащих островах. Австралийцы выяснили, что японские силы на Бугенвиле, которые стали насчитывать около 40 000 человек, всё ещё 20 % своего состава держат на передовых позициях и, несмотря на снижение боеготовности, организованы в боевые формирования, среди которых были 38-я отдельная смешанная бригада и 6-я дивизия. Австралийский 2-й корпус стал вести агрессивные действия, направленные на разгром и уничтожение этих войск.
Завершающая стадия кампании Союзников, начавшаяся боевыми действиями 29 ноября и наступлением 30 декабря, развивалась одновременно в трёх направлениях: на север, где планировалось загнать японские войска на узкий полуостров Бонис; в центре захват Жемчужного хребта должен был дать австралийцам контроль над восточно-западными путями сообщения и защиту от потенциальных контратак, а также путь к восточному побережью; и главный удар на юг, где были сосредоточены основные японские силы.
После захвата Жемчужного хребта в центральном секторе в декабре 1944 года основные направлениями кампаниями стали северный и южный сектора, операции в центральном секторе были ограничены патрулями вдоль дороги Нума-Нума. На севере австралийцы наступали вдоль берега к реке Генга, отсылая патрули во внутренние районы, выгоняя японцев с возвышенностей. После захвата хребта Тсимба в феврале 1945 года они продолжили наступление к Ратсуя, заставив японцев отойти на полуостров Бонис. Здесь австралийцы встретились с сильной обороной, и в июне попытка обойти японские позиции с фланга, высадив амфибийные силы у плантации Портока, провалилась. В конечном итоге было принято решение остановить продвижение на полуостров Бонис и держать фронт у Ратсуа, пока основные ресурсы были направлены в южный сектор по направлению к Буину. В южном секторе после короткой, но кровопролитной японской контратаки у холма Слэйтера, австралийцы одержали верх и уверенно направились на юг, пересекли реки Хонгораи, Хари и Мобаи. Тем не менее, вскоре после подхода к реке Миво наступление остановилось из-за тропических дождей, заливших многие мосты и дороги, по которым шли австралийские линии коммуникации. В связи с этим боевые действия пехоты стали невозможны почти на месяц до конца июля, и только в начале августа австралийцы возобновили патрулирование вдоль реки Миво.
Боевые действия на Бугенвиле завершились капитуляцией японских войск на Бугенвиле 21 августа 1945 года. Японская империя подписала акт о капитуляции в Токийском заливе 2 сентября 1945 года. На последней стадии кампании погибло 516 австралийцев и ещё 1572 были ранены. В то же самое время погибли 8500 японцев, а от болезней и недоедания погибло ещё 9800. Около 23 500 солдат и рабочих были взяты в плен, где находились до конца войны.
Во время кампании Крестом Виктории были награждены трое: один фиджиец и два австралийца. Капрал Стефаная Суканаивалу с Фиджи был удостоен награды посмертно за храбрость у Маварака 23 июня 1944 года. Капрал Рег Рэтти получил награду за свои действия во время боя за холм Слэйтера 22 марта 1945 года, а рядовой Фрэнк Партридж был удостоен награды за один из последних боёв кампании 24 июля 1945 года у Ратсуа. Кресты Виктории Рэтти и Партриджа стали последними такими наградами в войне, таких наград австралийская милиция больше не удостаивалась.

### На русском языке
- Самуэль Элиот Морисон. Американский ВМФ во Второй мировой войне. Прорыв барьера у архипелага Бисмарка, июнь 1942 — май 1944. — М.: АСТ, 2003. — Т. 6. — 600 с. — (Военно-историческая библиотека). — 5000 экз. — ISBN 5-7921-0617-7.

### На английском языке
- Eric Bergerud. Touched with Fire: The Land War in the South Pacific. — New York, NY: Penguin Books, 1997. — 566 p. — ISBN 0-140-24696-7.
- Harry A. Gailey. Bougainville, 1943-1945: The Forgotten Campaign. — 2. — Lexington, KY: University Press of Kentucky, 2003. — 248 p. — ISBN 0-8131-9047-9.
- Johnston M.[англ.]. The Australian Army in World War II. — 1. — Oxford, UK: Osprey Publishing, 2007. — 64 p. — ISBN 1-846-03123-0.
- Gavin Long. The Final Campaigns. — 1. — Canberra: Australian War Memorial, 1963. — Vol. 7. — 667 p. — (Australia in the War of 1939–1945. Series 1 – Army).
- William L. McGee. The Solomons Campaigns, 1942—1943: From Guadalcanal to Bougainville: Pacific war turning point. — 1. — Tiburon, CA: BMC Publications, 2002. — Vol. 2. — 639 p. — (Amphibious Operations in the South Pacific in World War II). — ISBN 0-970-16787-3.
- Murray W.[англ.], Millett A. R.[англ.]. A War To Be Won: Fighting the Second World War. — Cambridge, MA: Harvard University Press, 2001. — 736 p. — ISBN 0-674-00680-1.
- George Odgers. Air War Against Japan, 1943–1945. — 2. — Canberra: Australian War Memorial, 1968. — Vol. 2. — 533 p. — (Australia in the War of 1939–1945. Series 3 – Air).
- Gordon Rottman. Japanese Army in World War II: The South Pacific and New Guinea, 1942—43. — 1. — Oxford, UK: Osprey Publishing, 2007. — 96 p. — ISBN 1-841-76870-7.
- Ronald H. Spector. Eagle Against The Sun: The American War With Japan. — 1. — New York: MacMillan, Inc., 1985. — 589 p. — ISBN 0-029-30360-5.